# موژاری
موژاری (انگلیسی: Mozhary) یک شهرک در شهرستان کراسنوکامسکی استان باشقیرستان کشور روسیه است.